# Harry Gwala
Harry Gwala – dystrykt w Republice Południowej Afryki, w prowincji KwaZulu-Natal. Siedzibą administracyjną dystryktu jest Ixopo.
Dystrykt dzieli się na gminy:
- Ingwe
- Kwa Sani
- Greater Kokstad
- Ubuhlebezwe
- Umzimkhulu